# 西紐特基
50°1′29″N 26°30′44″E / 50.02472°N 26.51222°E
西紐特基（烏克蘭語：Синютки），是烏克蘭西部的村莊，隸屬赫梅利尼茨基州的舍佩蒂夫卡區。該村面積0.1平方公里，海拔高度267米，2001年人口249，人口密度每平方公里2,465.4人。